# Apartamento
Un apartamento (en España, México, Uruguay, Colombia, Centroamérica y el Caribe), departamento (en la mayoría de Sudamérica) o piso (en España) es una unidad de vivienda que comprende una o más habitaciones diseñadas para proporcionar instalaciones completas para un individuo o una familia en un bloque de viviendas. La principal diferencia existente entre este tipo de viviendas y otras, como casas o cortijos, son la superficie que ocupa, normalmente menor que las anteriores, y la presencia forzosa de una comunidad de vecinos, menor privacidad, y su posible uso mayoritariamente permanente y en ocasiones vacacional o temporal.

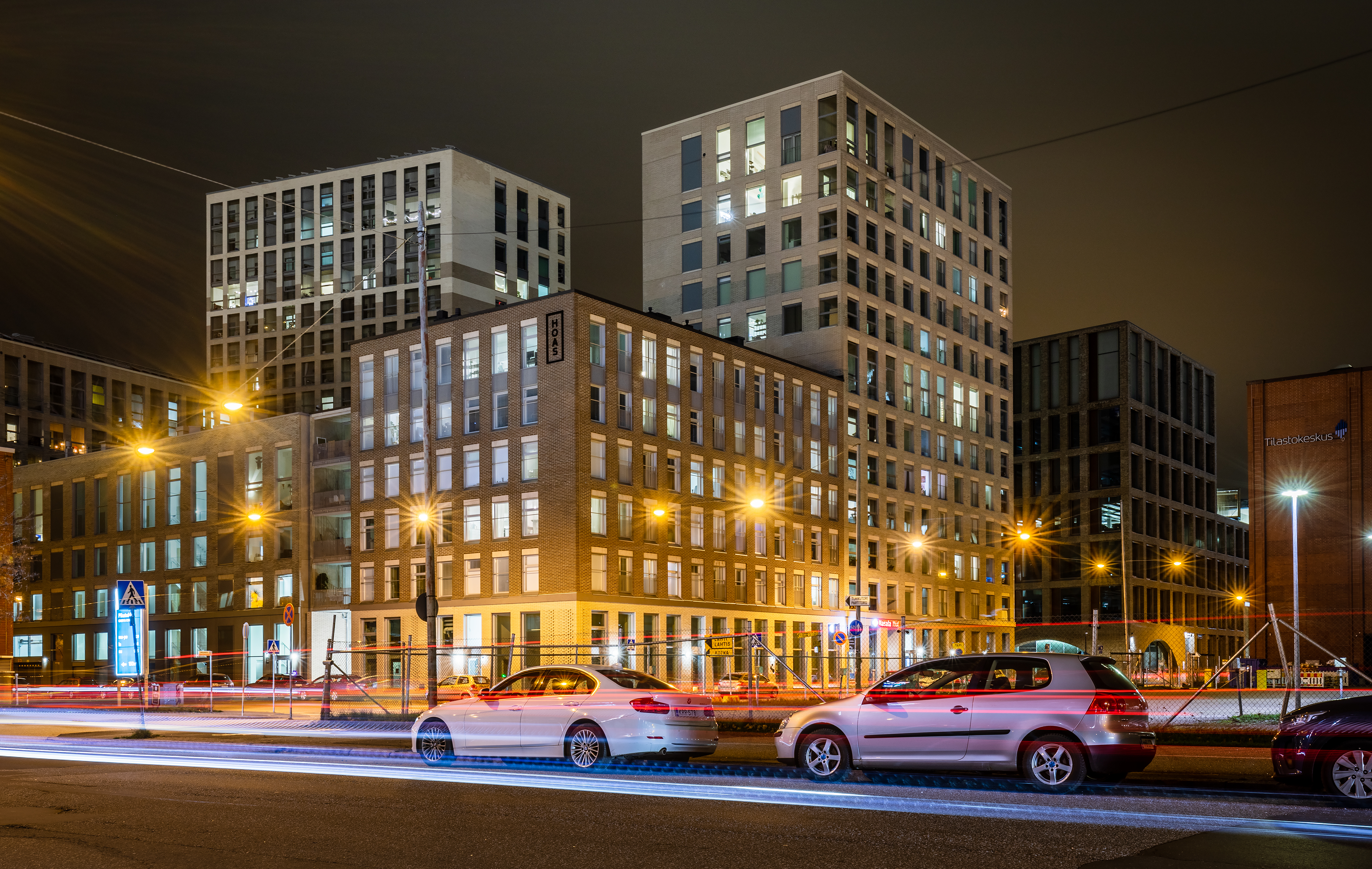
Edificios de apartamentos en Helsinki, Finlandia.

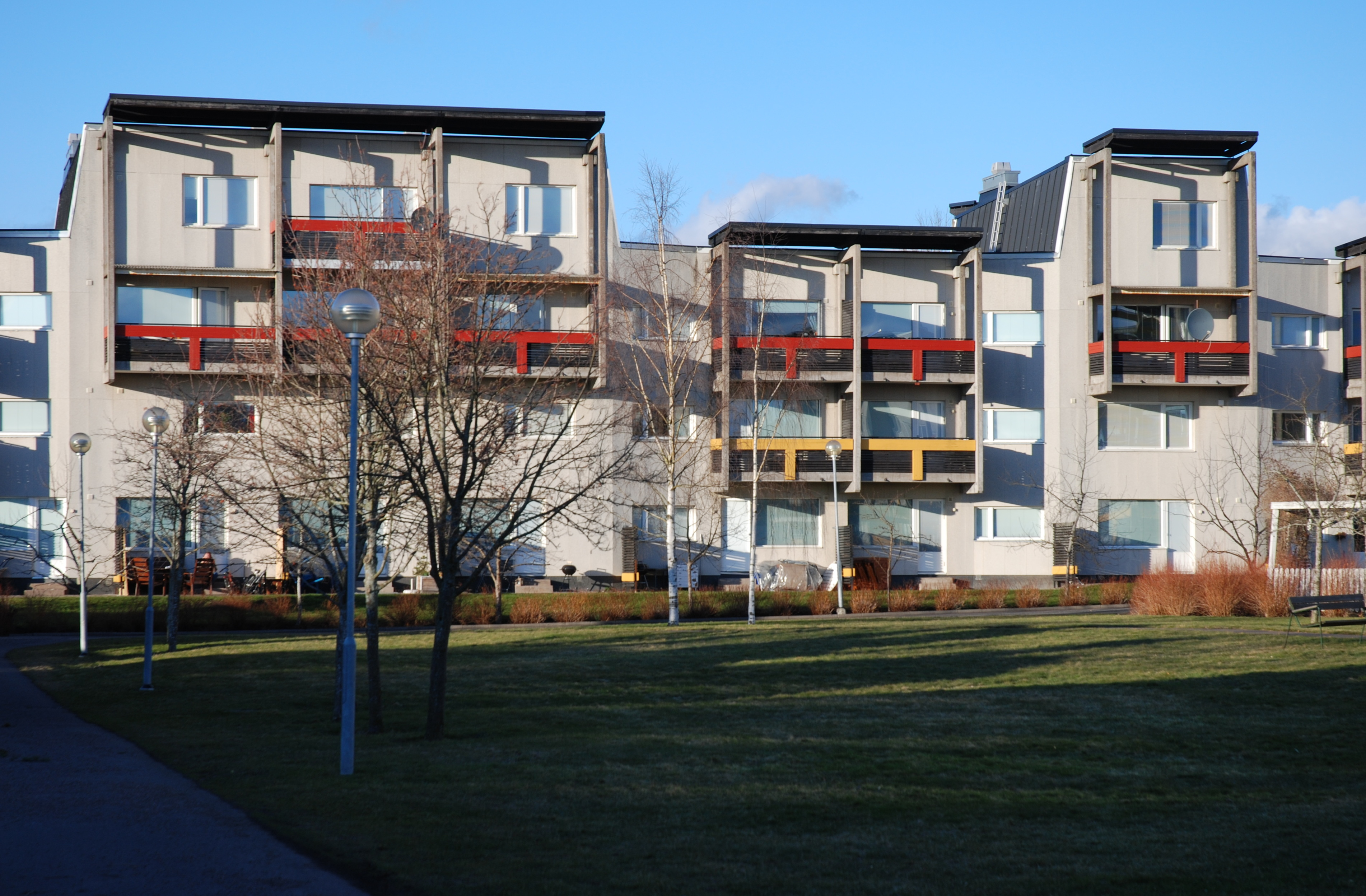
Edificio de apartamentos en Tibro, Suecia, diseñado por el arquitecto Ralph Erskine.

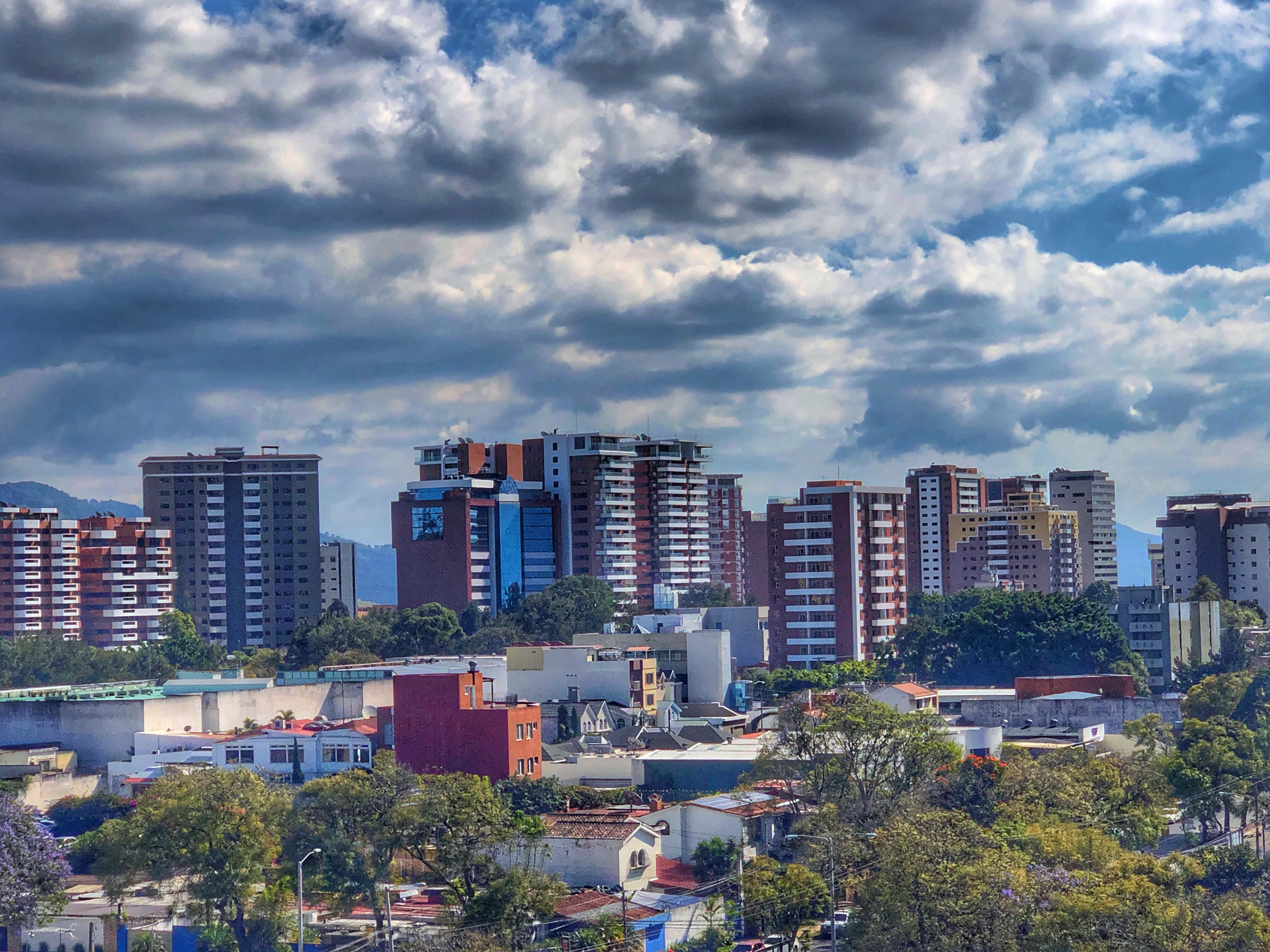
Complejo de torres de apartamentos en Ciudad de Guatemala, Guatemala.

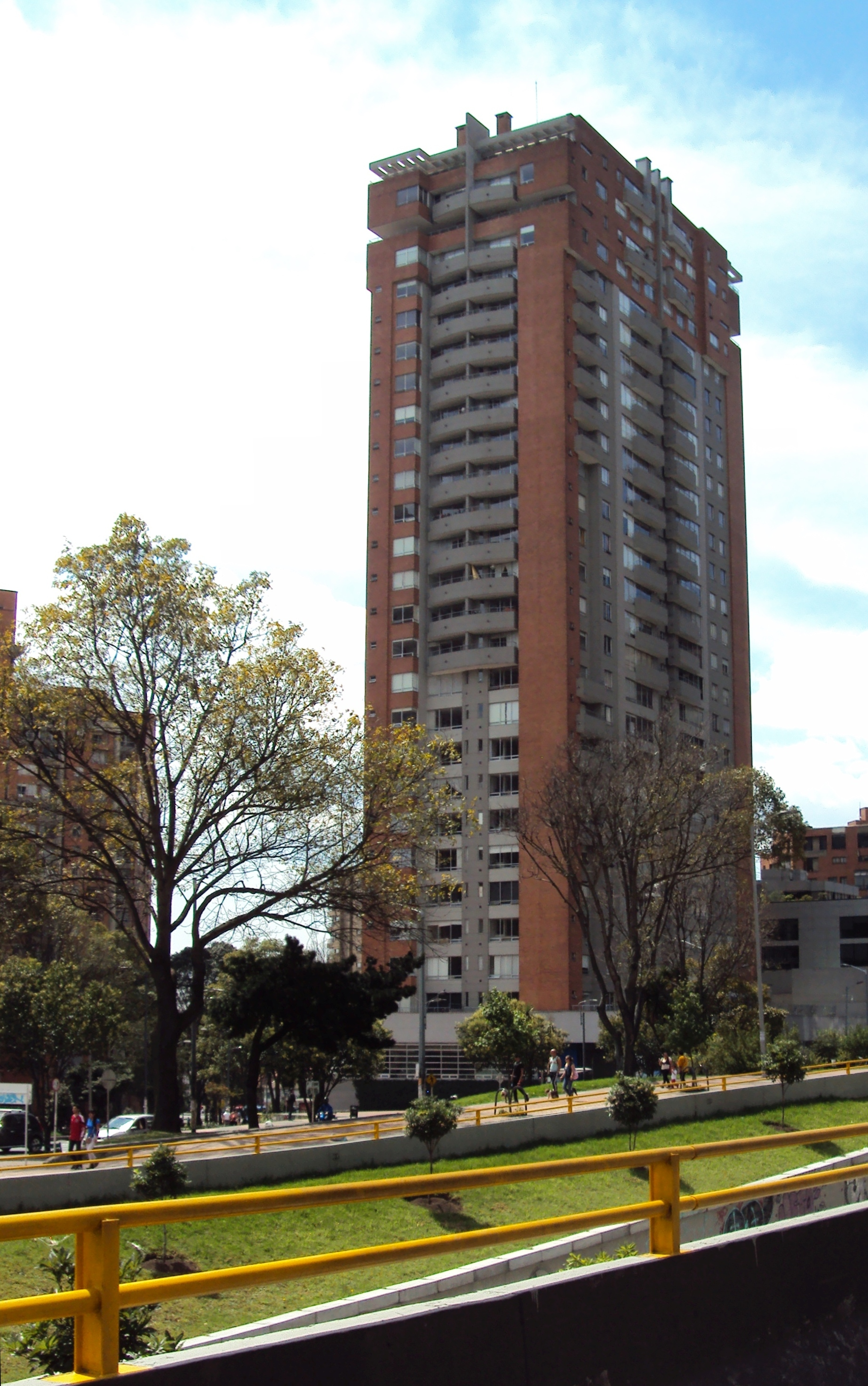
Torre de apartamentos en Bogotá, Colombia.

Un edificio de apartamentos es una solución económica, que se realiza mediante el aprovechamiento en común de zonas de circulación, tanto verticales como horizontales. También se verifica esta economía en las instalaciones complementarias de agua, drenaje y luz eléctrica. La estructura, con elementos comunes, supone otra economía. Puede también obtenerse mejor servicio y economía, mediante calderas, incinerador, etc. La solución colectiva de un edificio de apartamentos permite tener otros elementos comunes, como cocheras, cuartos de servicio, lavaderos, tendederos, espacios para juegos de niños, etc.

## Historia
En 1802, Benito Bails en su Diccionario de arquitectura civil definía apartamiento como el conjunto de piezas que forman una habitación cabal, dentro de las cuales se distinguían:
- El apartamento servicial, referido al uso diario
- El apartamento de decencia, referido al decoro.
- El apartamento de aparato, referido a la ostentación.

Además diferenciaba:
- Apartamento doble. El que coge todo el fondo de un edificio o cuerpo suyo principal y está dividido casi por medio en la dirección de su longitud en dos habitaciones siendo las piezas del uno casi iguales a las del otro.
- Apartamento semidoble. El que está dividido en dos cuartos siendo las piezas del uno, grandes y pequeñas las del otro.
- Apartamento sencillo. El que coge todo el fondo del edificio entre las dos paredes de fachada sin pared alguna de traviesa en la dirección de su longitud.[2]

## Características
- Son unidades que ocupan un espacio establecido por cada planta de un edificio.
- Por regla general no suelen poseer más de tres dormitorios y dos salas de baño.
- Las divisiones típicas residenciales suelen fusionarse, así se tienen sala de estar-comedor en una misma unidad, así como cocina-lavadero.
- Son ideales para familias reducidas (de hasta cinco personas). Mucho más si no tienen niños ni mascotas como perros o gatos.
- No poseen patio, a diferencia de las casas, aunque sí que puede poseer algún patio común al centro de todos los apartamentos.
- Existen unas unidades más pequeñas que fusionan solo un dormitorio con la sala de estar e incluso fusionan la cocina con el comedor. Se les conoce como apartamento individual, apartamento tipo estudio (en Venezuela y España) apartaestudio (Colombia), o monoambiente (Argentina). Por lo general, es el indicado para personas que viven solas. Por su reducido espacio requiere menor cantidad de mobiliario.Interior de un pequeño estudio en Argentina, destinado al alquiler turístico por día

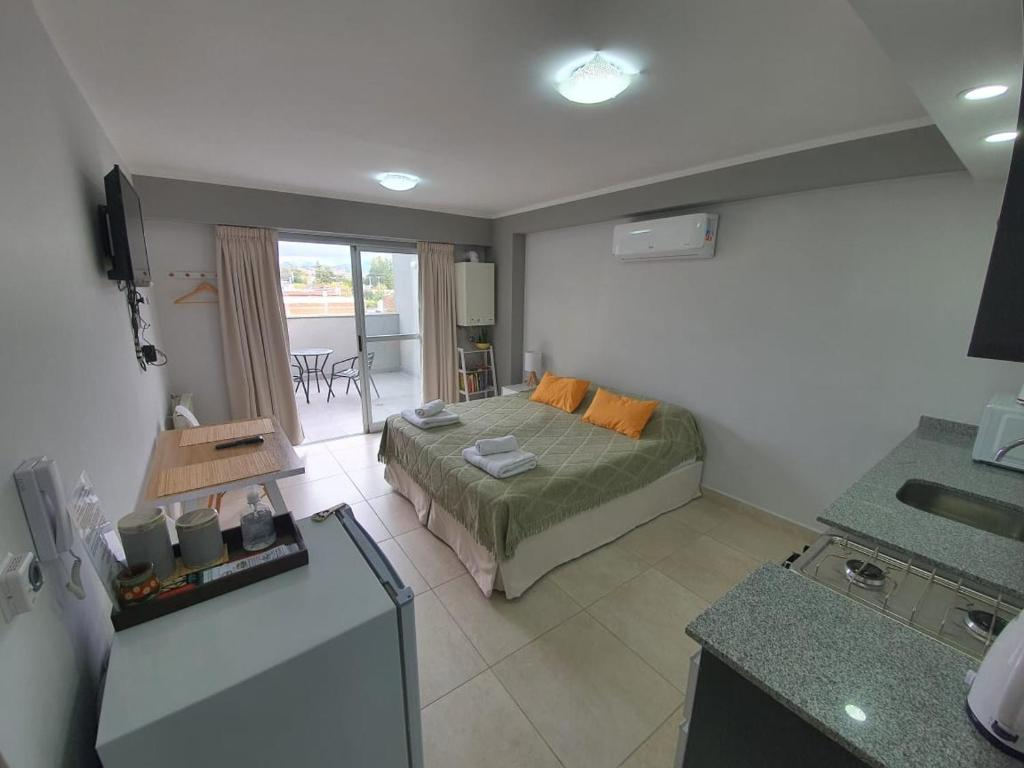
Interior de un pequeño estudio en Argentina, destinado al alquiler turístico por día

- Algunos pocos poseen doble piso; así, la unidad sala de estar-comedor-cocina está en un nivel mientras que en el otro se hallan los dormitorios.

### Instalaciones y servicios

Lavandería

Los apartamentos pueden alquilarse amueblados, con muebles, o sin amueblar, en los que el inquilino se instala con sus propios muebles. Los apartamentos con servicios, pensados para estancias más cortas, incluyen muebles y utensilios de cocina, y servicio de limpieza.
La lavandería puede residir en una zona común accesible a todos los inquilinos del edificio, o cada apartamento puede tener sus propias instalaciones. Dependiendo de cuándo se construyó el edificio y de su diseño, los servicios públicos como el agua, la calefacción y la electricidad pueden ser comunes para todos los apartamentos, o estar separados para cada apartamento y facturarse por separado a cada inquilino. (Muchas zonas de Estados Unidos han dictaminado que es ilegal dividir la factura del agua entre todos los inquilinos, especialmente si hay una piscina en las instalaciones). Las tomas para la conexión de los teléfonos suelen estar incluidas en los apartamentos. El servicio telefónico es opcional y casi siempre se factura por separado del pago del alquiler. La televisión por cable y otros servicios similares (como Internet) también tienen un coste adicional. Las plazas de aparcamiento, el aire acondicionado y el espacio de almacenamiento adicional pueden o no estar incluidos en el apartamento. Los contratos de alquiler suelen limitar el número máximo de residentes en cada apartamento.
En la planta baja del edificio de apartamentos, o en sus alrededores, suele haber una serie de buzones en un lugar accesible al público y, por tanto, al cartero. Cada unidad suele tener su propio buzón con llaves individuales. Algunos edificios de apartamentos muy grandes, con personal a tiempo completo, pueden recibir el correo del cartero y proporcionar un servicio de clasificación del correo. Cerca de los buzones o en algún otro lugar accesible para los forasteros, puede haber un timbre o intercomunicador para cada unidad individual. En los edificios de apartamentos más pequeños, como los de dos o tres pisos, o incluso los de cuatro, la basura suele depositarse en contenedores similares a los de las casas. En los edificios más grandes, la basura suele recogerse en un cubo de basura común o en un contenedor, el cual recibe los desechos que caen de los pisos más altos por un túnel vertical (conocido en Venezuela como bajante). Por motivos de limpieza, convivencia en armonía o para minimizar el ruido, muchos arrendadores imponen restricciones a los inquilinos en cuanto a fumar o tener animales domésticos en el apartamento.

## Estados Unidos

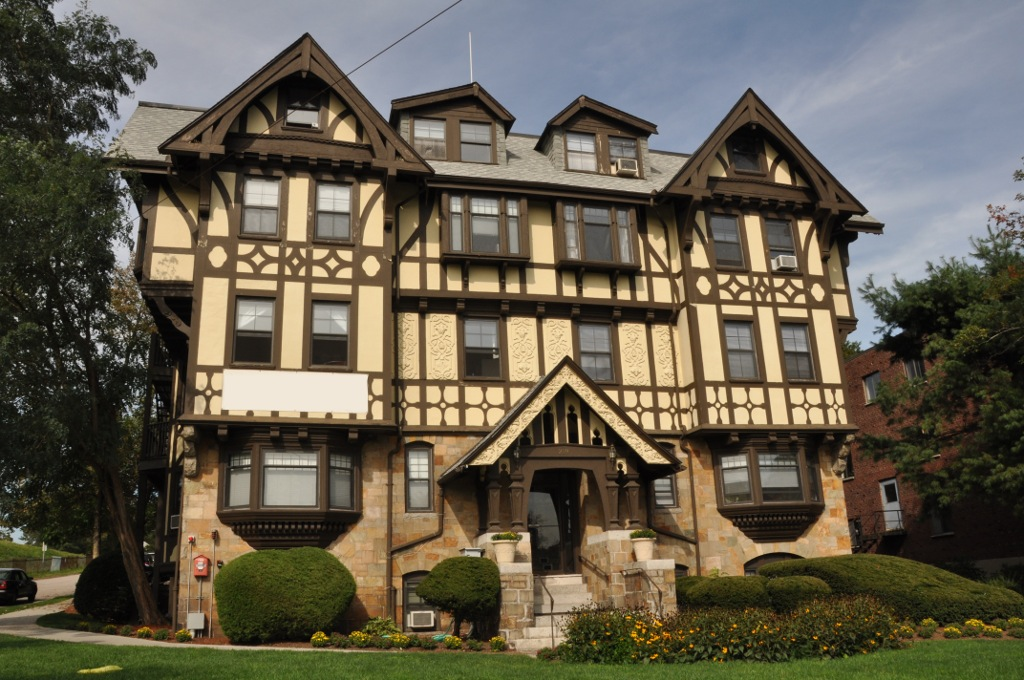
The Chestnut Hill, un edificio de apartamentos de 1899 en Newton, Massachusetts.

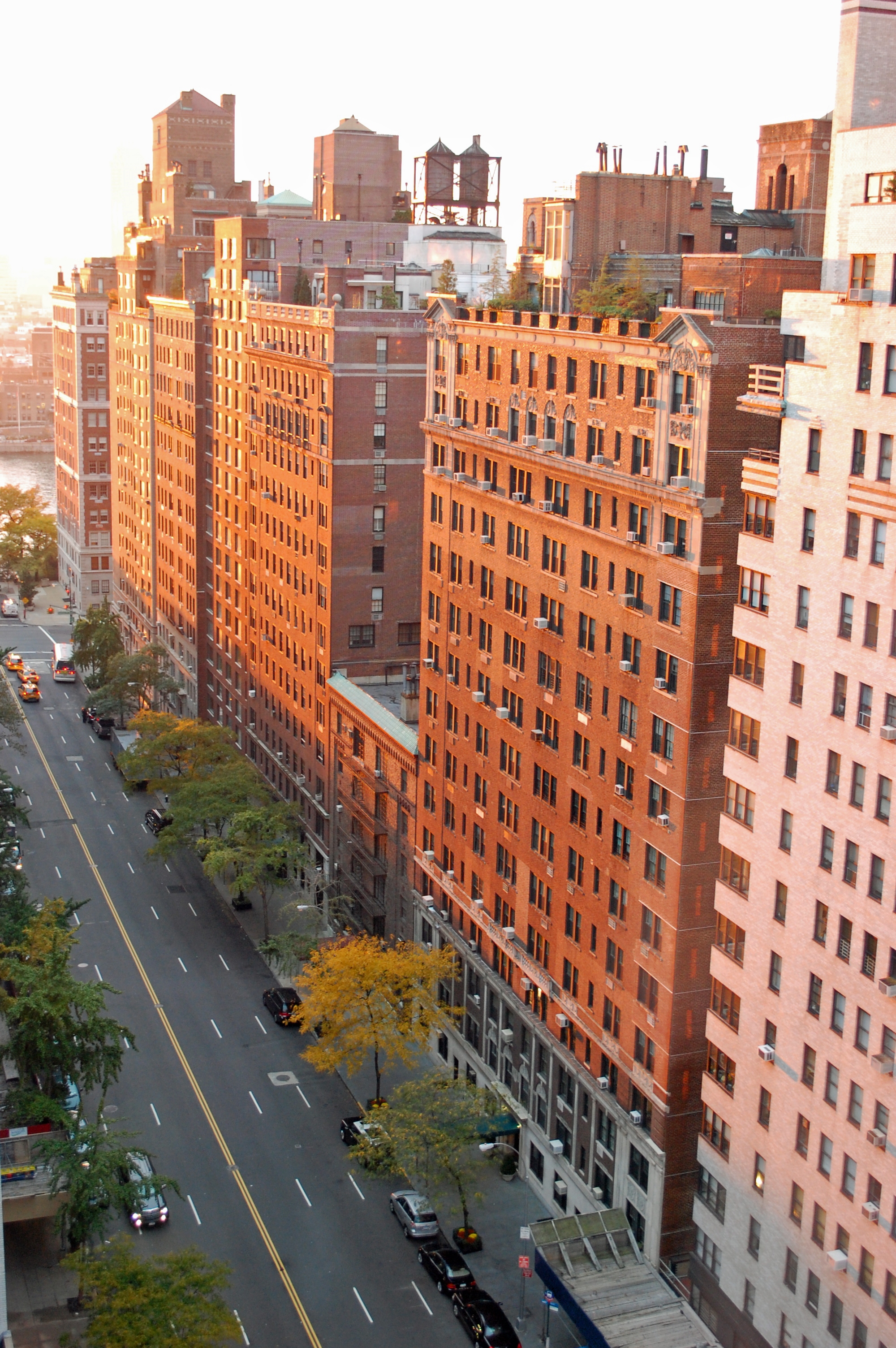
Edificios de apartamentos en el tramo residencial de East 57th Street entre la Primera Avenida y Sutton Place en Nueva York

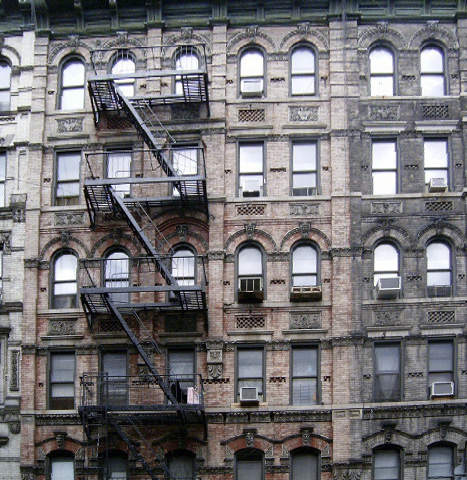
Edificios de viviendas en el Lower East Side de Manhattan

En 1839 se construyeron las primeras viviendas colectivas de la ciudad de Nueva York, que pronto se convirtieron en caldo de cultivo para forajidos, delincuentes juveniles y crimen organizado. Los conventillos, o sus caseros, también eran conocidos por sus alquileres abusivos. En Cómo vive la otra mitad se señala un barrio de inquilinos:
El Callejón del Ciego lleva su nombre por una razón. Hasta hace poco más de un año sus oscuras madrigueras albergaban una colonia de mendigos ciegos, inquilinos de un casero ciego, el viejo Daniel Murphy, al que todos los niños del barrio conocen, aunque nunca hayan oído hablar del presidente de los Estados Unidos. El «viejo Dan» amasó una gran fortuna —me dijo una vez que eran cuatrocientos mil dólares— con su callejón y las viviendas circundantes, sólo para quedarse ciego él mismo en su extrema vejez, compartiendo al final las principales penurias de los desdichados seres cuya suerte se había negado obstinadamente a mejorar para poder aumentar su riqueza. Incluso cuando la Junta de Salud le obligó por fin a reparar y limpiar los peores edificios antiguos, bajo la amenaza de echar a los inquilinos y cerrar las puertas tras ellos, el trabajo se llevó a cabo contra las airadas protestas del anciano. Se presentó en persona ante la Junta para argumentar su caso, y su argumento fue característico. «He hecho mi voluntad», dijo. «Mi monumento me espera en el Calvario. Estoy al borde mismo de la tumba, ciego e indefenso, y ahora (aquí el patetismo de la apelación fue barrido en un estallido de airada indignación) ¿quieren que construya y me despellejen, que me despellejen? Esta gente no está capacitada para vivir en una casa bonita. Que se vayan donde puedan, y que dejen mi casa en pie». A pesar de la genuina angustia del llamamiento, era francamente divertido comprobar que su enfado estaba provocado menos por el anticipado derroche de lujo de sus inquilinos que por la desconfianza hacia su propia especie, el constructor. Sabía intuitivamente lo que le esperaba. El resultado demostró que el señor Murphy había calibrado correctamente a sus inquilinos.
Muchos activistas, como Upton Sinclair y Jacob Riis, impulsaron reformas en las viviendas de alquiler. Como resultado, en 1901 se aprobó el Acta de Viviendas Colectivas del Estado de Nueva York para mejorar las condiciones. A esta ley le siguieron más mejoras. En 1949, el presidente Harry S. Truman firmó la Ley de Vivienda de 1949 para limpiar los barrios marginales y reconstruir las viviendas para los pobres.
El Dakota (1884) fue uno de los primeros edificios de apartamentos de lujo de la ciudad de Nueva York. Sin embargo, la mayoría seguían siendo viviendas de alquiler.
En las décadas de 1950 y 1960 se produjeron algunos avances significativos en el diseño arquitectónico de los edificios de apartamentos.  Entre ellos destacan los diseños innovadores de los 860-880 Lake Shore Drive Apartments (1951), New Century Guild (1961), Marina City (1964) y Lake Point Tower (1968).
En Estados Unidos, tenement es una etiqueta que suele aplicarse a los edificios de apartamentos de alquiler más baratos y básicos de las secciones más antiguas de las grandes ciudades. Muchos de estos edificios de apartamentos son walk-ups sin ascensor, y algunos tienen baños compartidos, aunque esto es cada vez menos común. El término de argot dingbat se utiliza para describir los edificios de apartamentos urbanos baratos de los años 50 y 60 con fachadas únicas y a menudo extravagantes para diferenciarse dentro de un bloque completo de apartamentos. Suelen estar construidos sobre pilotes y con aparcamiento debajo.

### Clases de propiedad
En los Estados Unidos, las propiedades suelen estar en una de las cuatro clases de propiedad, denotadas por una letra de grado. Estas calificaciones se utilizan para ayudar a los inversores y a los agentes inmobiliarios a hablar un lenguaje común para poder entender rápidamente las características y el estado de una propiedad. Son las siguientes:
Los inmuebles de «clase A» son unidades de lujo. Suelen tener menos de 10 años de antigüedad y a menudo son edificios de apartamentos nuevos y de lujo. Los alquileres medios son altos y suelen estar en zonas geográficas deseables. Los trabajadores de cuello blanco viven en ellos y suelen ser inquilinos por elección.
Los inmuebles de clase B pueden tener entre 10 y 25 años de antigüedad. Suelen estar bien mantenidas y tienen una base de inquilinos de clase media, tanto de trabajadores de cuello blanco como de cuello azul. Algunos son inquilinos por elección y otros por necesidad.
Los inmuebles de «clase C» se construyeron en los últimos 30 o 40 años. Suelen tener inquilinos obreros y de ingresos bajos o moderados, y los alquileres son inferiores a los del mercado. Muchos inquilinos son de «por vida». Por otro lado, algunos de sus inquilinos están empezando y es probable que vayan subiendo en la escala de alquileres a medida que aumenten sus ingresos.
Los inmuebles de «clase D» albergan a muchos inquilinos de «Sección 8» (subvencionadas por el gobierno). Suelen estar situadas en zonas de bajo nivel socioeconómico.

## Ejemplos históricos

### América precolombina
Los pueblos Pueblo de lo que hoy es el suroeste de Estados Unidos construyeron desde el siglo X grandes viviendas con varias habitaciones, algunas de ellas con más de 900.
En el Período Clásico, en la mesoamericana ciudad de Teotihuacán, los apartamentos no solamente eran el medio estándar para albergar a la población de la ciudad de más de 200 000 habitantes, sino que muestran una distribución de la riqueza notablemente uniforme para toda la ciudad, incluso para los estándares contemporáneos. Además, los apartamentos estaban habitados por la población en general, en contraste con otras sociedades premodernas, en las que los apartamentos se limitaban a albergar a los miembros de la clase baja de la sociedad, como ocurre con las insulae romanas, algo contemporáneas.

### La antigua Roma

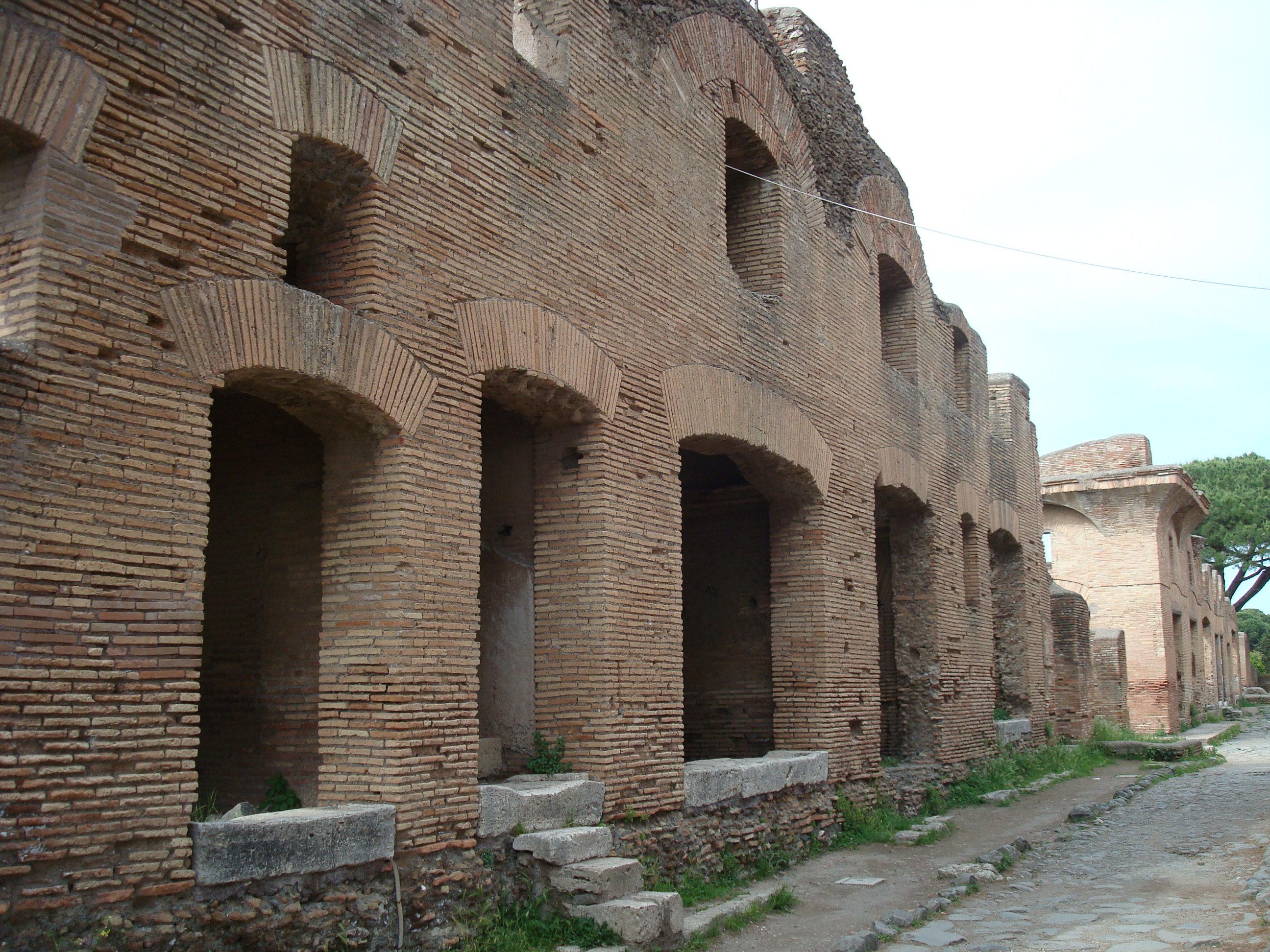
Restos de un bloque de apartamentos de la Antigua Roma de principios del en Ostia

En la antigua Roma, las insulae (en singular insula) eran grandes edificios de apartamentos donde vivían las clases bajas y medias de la Romana. La planta baja se destinaba a taberna, tiendas y comercios, mientras que los pisos superiores eran habitables. Las insulae en Roma y otras ciudades del imperial llegaban a tener hasta diez o más pisos, algunas con más de 200 escaleras. Varios emperadores, empezando por Augusto (r. 30 a. C.-14 d. C.), intentaron establecer límites de 20-25 m para los edificios de varios pisos, pero solamente tuvieron un éxito limitado. Los pisos inferiores solían estar ocupados por tiendas o por familias adineradas, mientras que los pisos superiores se alquilaban a las clases bajas. Los Papiros de Oxirrinco que se conservan indican que los edificios de siete pisos existían incluso en las ciudades de la provincial, como en la Hermópolis del siglo III en la Egipto romano.

### El Egipto antiguo y medieval
Durante el período árabe-islámico medieval, la capital egipcia de Fustat (El Viejo Cairo) albergaba muchos edificios residenciales de gran altura, algunos de siete pisos, que al parecer podían albergar a cientos de personas. En el siglo X, Al-Muqaddasi los describió como parecidos a minaretes, y afirmó que la mayoría de la población de Fustat vivía en estos edificios de varias plantas, cada uno de los cuales albergaba a más de 200 personas. En el siglo XI, Nasir Khusraw describió algunos de estos edificios de apartamentos que se elevaban hasta 14 pisos, con jardín en la azotea en el último piso y con rueda de agua tirada por bueyes para regarlos.
Hacia el siglo XVI, el actual El Cairo también contaba con edificios de apartamentos de gran altura, en los que las dos plantas inferiores se destinaban a fines comerciales y de almacenamiento y los múltiples pisos superiores se alquilaban a inquilinos.

### Yemen

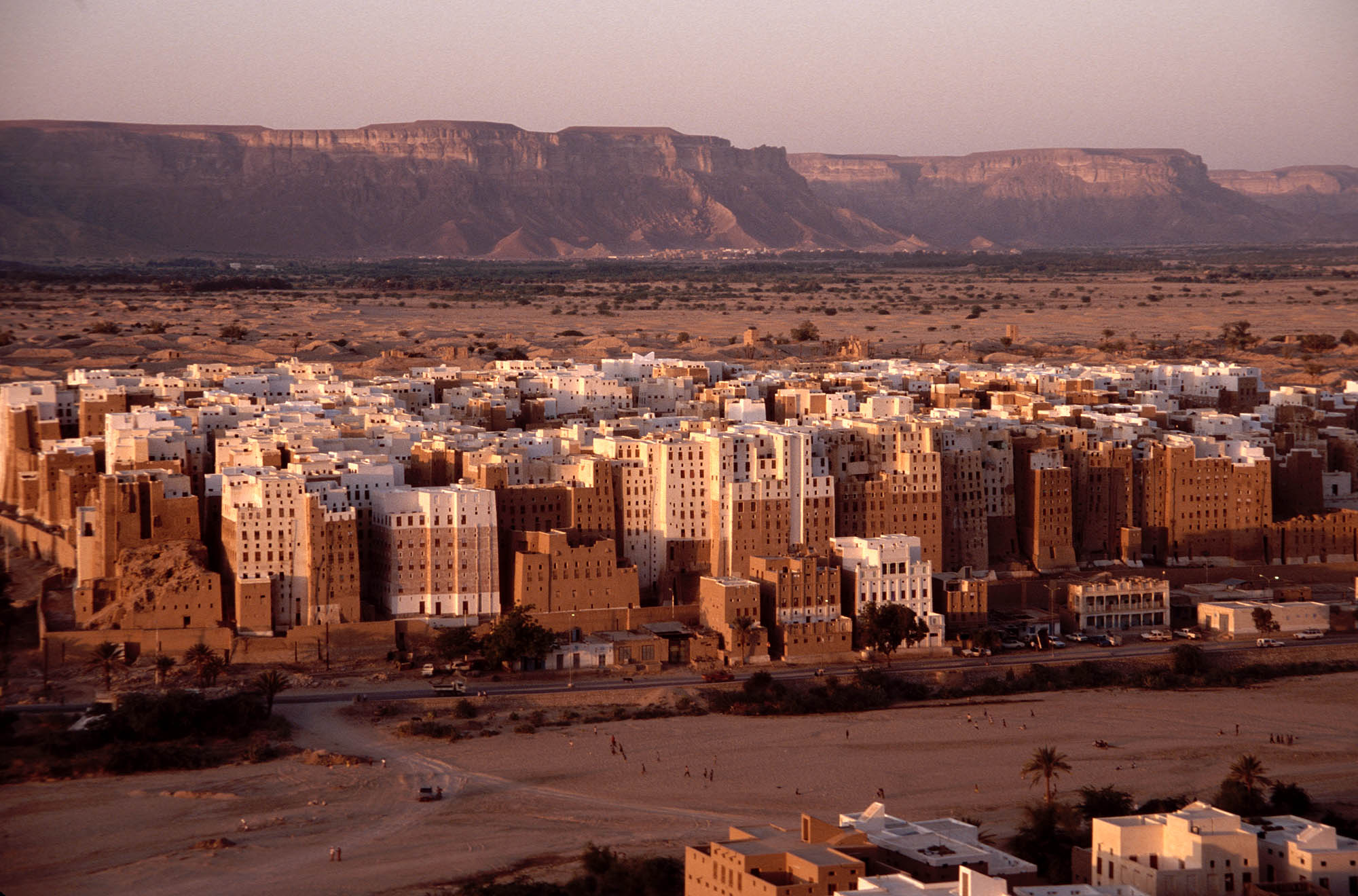
Casas torre de ladrillo en Shibam, Wadi Hadhramaut, Yemen.

En el siglo XVI, se construyeron edificios de viviendas de gran altura en la ciudad de Yemeni de Shibam. Las casas de Shibam son todas de ladrillo de barro, pero unas 500 son casas torre, que se elevan de 5 a 11 pisos de altura, con cada piso con uno o dos apartamentos. Shibam ha sido llamada el «Manhattan del desierto». Algunos de ellos superaban los 100 pies (30,5 m) de altura, siendo así los edificios de apartamentos de ladrillo de barro más altos del mundo hasta la fecha.

### La antigua China
El pueblo Hakka del sur de China adoptó estructuras de vida comunal diseñadas para ser fácilmente defendibles, en forma de Weilongwu (围龙屋) y Tulou (土楼). Estos últimos son grandes edificios de tierra, cerrados y fortificados, de entre tres y cinco pisos de altura y que albergan hasta ochenta familias.